# Ruta Nacional 60 (Argentina)
La Ruta Nacional 60 es una carretera argentina pavimentada, que se encuentra en las provincias de Córdoba, Catamarca y La Rioja. Arranca su recorrido de 794 km en el empalme con el km 775 de la Ruta Nacional 9 en las cercanías de Villa del Totoral (Provincia de Córdoba) y lo finaliza en el Paso de San Francisco, a 4748 m s. n. m., a nivel de la frontera con Chile, en la provincia de Catamarca. La calzada se continúa en este país como Ruta 31-CH, que conduce a la ciudad de Copiapó.
Es una ruta altamente transitada, en especial por vehículos de gran porte, que la utilizan como parte de su recorrido hacia y desde el norte de la República Argentina, y la República de Bolivia, acarreando todo tipo de mercadería (indumentaria, comestibles, combustibles, bienes de capital, etc). Su construcción comenzó en 1943 y fue inaugurada en su conexión con Chile en 1946 por el entonces presidente Juan Domingo Perón y su homólogo chileno Gabriel González Videla.
Desde su nacimiento en la provincia de Córdoba, y luego de circular cerca de 150 kilómetros por esta vía, esta ruta atraviesa las Salinas Grandes. Allí, la Ruta 60 ingresa en la provincia de Catamarca. Luego de unos pocos kilómetros más (y siempre hablando en sentido SE - NO), la ruta cambia su rumbo hacia el oeste. En ese punto exacto, nace otra ruta nacional, la N° 157, que llega hasta la ciudad de San Miguel de Tucumán.
Luego de recorrer alrededor de 60 kilómetros desde esta bifurcación, nuestra ruta 60 encuentra en Casa de Piedra (localidad catamarqueña) una nueva ruta nacional, la Ruta Nacional N° 79 que llega desde la localidad de Quines, en la provincia de San Luis. Desde aquel punto, la ruta 60 prosigue con rumbo SE - NO, hasta ingresar en la Provincia de La Rioja. Su trazado, luego, la lleva nuevamente a la provincia de Catamarca, alternando entre estas dos últimas provincias, ya que la misma ruta sirve de límite entre ellas. Finalmente, y luego de cruzar a la Ruta Nacional N° 40, toma un sostenido rumbo S-N, para llegar a la frontera Argentina-Chile, en la provincia de Catamarca, luego de recorrer cerca de 800 kilómetros desde su nacimiento.

## Localidades

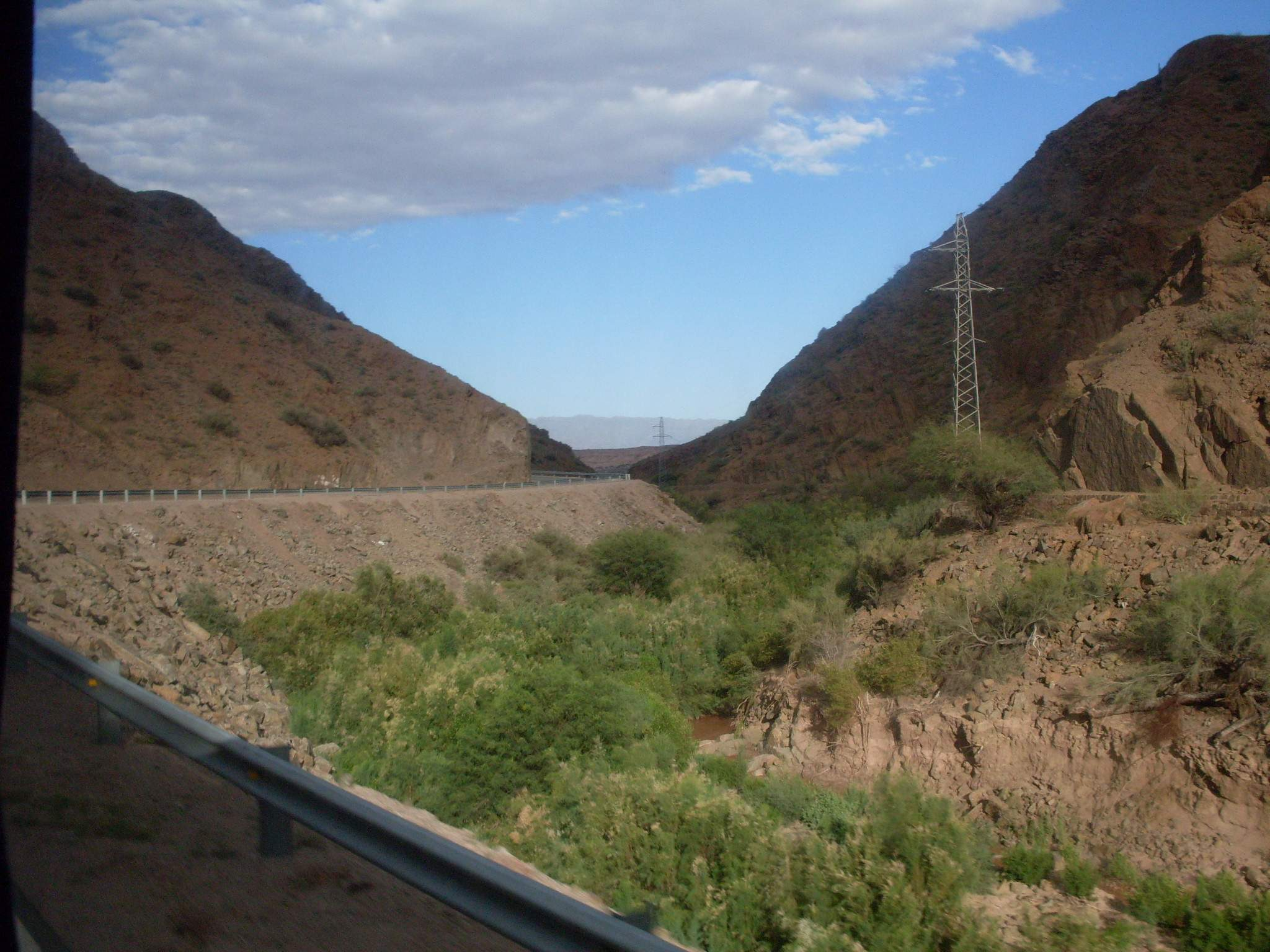
La RN 60 a su paso por la Quebrada de Mazán.

La Ruta Nacional 60 atraviesa los municipios de Chumbicha, San Martín y Casa de Piedra y constituye la principal vía de comunicación entre Catamarca y el norte de La Rioja con la región centro del país, con Cuyo y NOA.
Las ciudades y localidades por los que pasa esta ruta de sudeste a noroeste son las siguientes (los cascos de población con menos de 5.000 hab. figuran en itálica).

### Provincia de Córdoba
Recorrido: 154 km (km 775 a 929).
- Departamento Totoral: no hay poblaciones.
- Departamento Ischilín: Sarmiento (km 780).
- Departamento Tulumba: no hay poblaciones.
- Departamento Ischilín: Deán Funes (km 824) y Quilino (km 851).
- Departamento Tulumba: Lucio V. Mansilla (km 902).

### Provincia de Catamarca
Recorrido: 232 km (km 929 a 1161).
- Departamento La Paz: No hay poblaciones.
- Departamento Capayán: Chumbicha (km 1114).
- Departamento Pomán: no hay poblaciones.

### Provincia de La Rioja
Recorrido: 92 km (km 1161 a 1253).
- Departamento Arauco: Villa Mazán (km 1176) y Aimogasta (km 1208-1210).
- Departamento San Blas de los Sauces: no hay poblaciones.

### Provincia de Catamarca
Recorrido: 316 km (km 1253 a 1569).

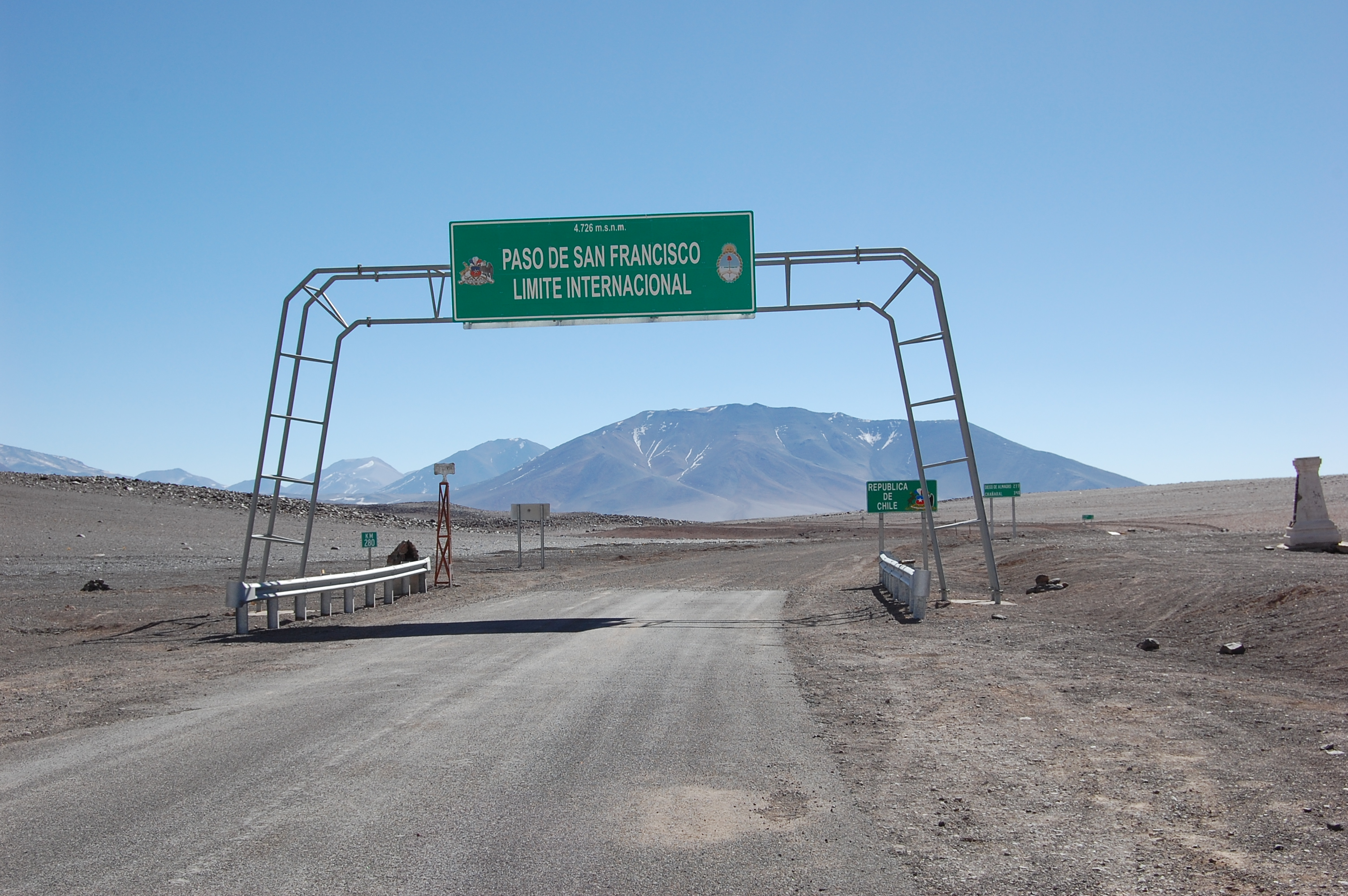
Final de la carretera en el Paso de San Francisco.

- Departamento Tinogasta: El Salado (km 1272), Copacabana (km 1302), Tinogasta (km 1321) y Fiambalá (km 1369).

## Historia
El Paso de San Francisco se utiliza desde la época de la colonia, ya que a pesar de su gran altitud (4748 m s. n. m.), es transitable durante casi todo el año. Su construcción comenzó en 1943 y fue inaugurada en su conexión con Chile en 1946 por el entonces presidente Juan Domingo Perón y su homólogo chileno Gabriel González Videla.
Mediante el Decreto Nacional 1595 del año 1979 el tramo de ruta al noroeste de Tinogasta pasó a jurisdicción provincial. Este tramo fue nombrado Ruta Provincial 45.
En 1992 el gobierno provincial comenzó las obras de pavimentación de la ruta entre Fiambalá y el paso internacional, inaugurando este camino el 29 de abril de 1999.
En el año 2003 se transfirió la ruta nuevamente a la jurisdicción nacional.En el año 2021 el.gobierno nacional comenzó las obras de repavimentación y mantenimiento de la Ruta Nacional 60, a lo largo de 172 km, entre el empalme con la Ruta Nacional 157 y la Ruta Nacional 38. siendo llevadas a cabo por el ministro Gabriel Katopodis.